# 永明寺
永明寺（ようめいじ）は、島根県鹿足郡津和野町にある曹洞宗の寺。山号は覚皇山（かくおうざん）。1420年（応永27年）に津和野城主吉見頼弘によって創建され、月因を開山とした。江戸時代には曹洞宗の寺院として栄え、津和野藩の代々の菩提寺でもある。

## 所在地
- 島根県鹿足郡津和野町後田ロ107

## 文化財
- 本堂・庫裏・鐘楼 - 県指定文化財[1]。
- 境内 - 「津和野藩主亀井家墓所 附（つけたり）亀井茲矩墓」の一部として国の史跡に指定[1][2]。

## 見どころ

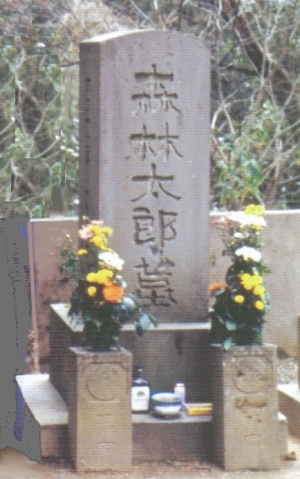
森鴎外の墓

- 津和野藩藩主の坂崎出羽守の墓所 - 大坂夏の陣で手柄を立てたが、のちに千姫事件で徳川秀忠の怒りを買い切腹。その墓所は幕府の不興を買うのを恐れたのか、「坂井出羽守」となっている。
- 森鷗外の墓 - 「石見人 森林太郎として死せんと欲す」という鷗外の遺言により、中村不折の筆による「森林太郎墓」としかない質素なもの。
- 紙人形作家・河津匂子の歌碑。

## アクセス
- JR山口線津和野駅から南西方向に徒歩15分。